# Ciarimbolo
Le ciarimbolo est une spécialité culinaire italienne. Il est constitué d'abat de porc, que l'on étale sur une tranche de pain. Le ciarimbolo est répertorié dans l'Arche du goût.